# 592 TCN
592 TCN là một năm trong lịch La Mã.